# Fayetteville (Tennessee)
 Fayetteville – miasto w Stanach Zjednoczonych, w stanie Tennessee, w hrabstwie Lincoln. Według danych z 2000 roku miasto miało 6994 mieszkańców.